# Фоссо
Фоссо (італ. Fossò, вен. Fosò) — муніципалітет в Італії, у регіоні Венето, метрополійне місто Венеція.
Фоссо розташоване на відстані близько 390 км на північ від Рима, 24 км на захід від Венеції.
Населення — 6972 особи (2014).
Щорічний фестиваль відбувається 24 серпня. Покровитель — San Luigi.

## Демографія
Населення за роками:

Станом на 1 січня 2023 року в муніципалітеті офіційно проживало 615 іноземців з 38 країн, серед них 260 громадян країн Євросоюзу та 7 громадян України.

## Сусідні муніципалітети
- Камполонго-Маджоре
- Кампоногара
- Доло
- Сант'Анджело-ді-Пьове-ді-Сакко
- Стра
- Вігоново